# 吟遊詩人
吟遊詩人（ぎんゆうしじん）は、詩曲を作り、各地を訪れて歌った人々を指す。
英語では一般にジョングルールやミンストレルをこの意味で使用することが多い。バード（bard）の訳語でもある。

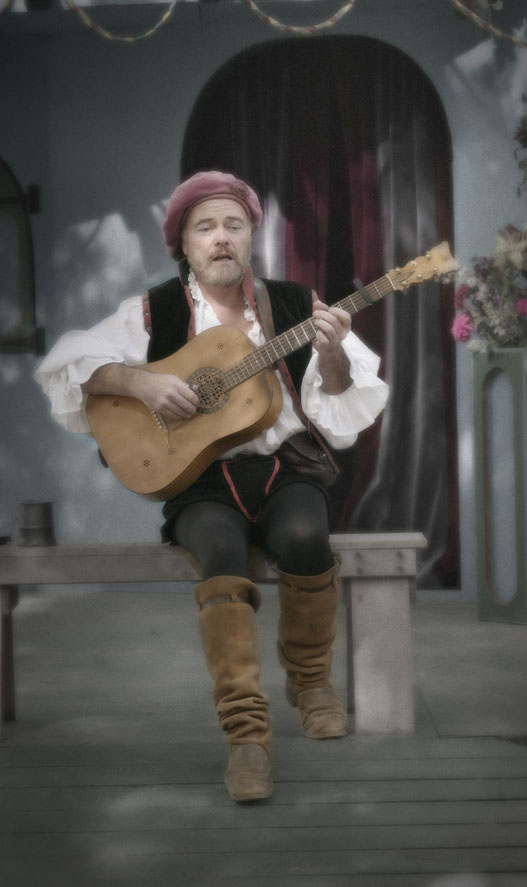
吟遊詩人

## 概要

### ヨーロッパ社会

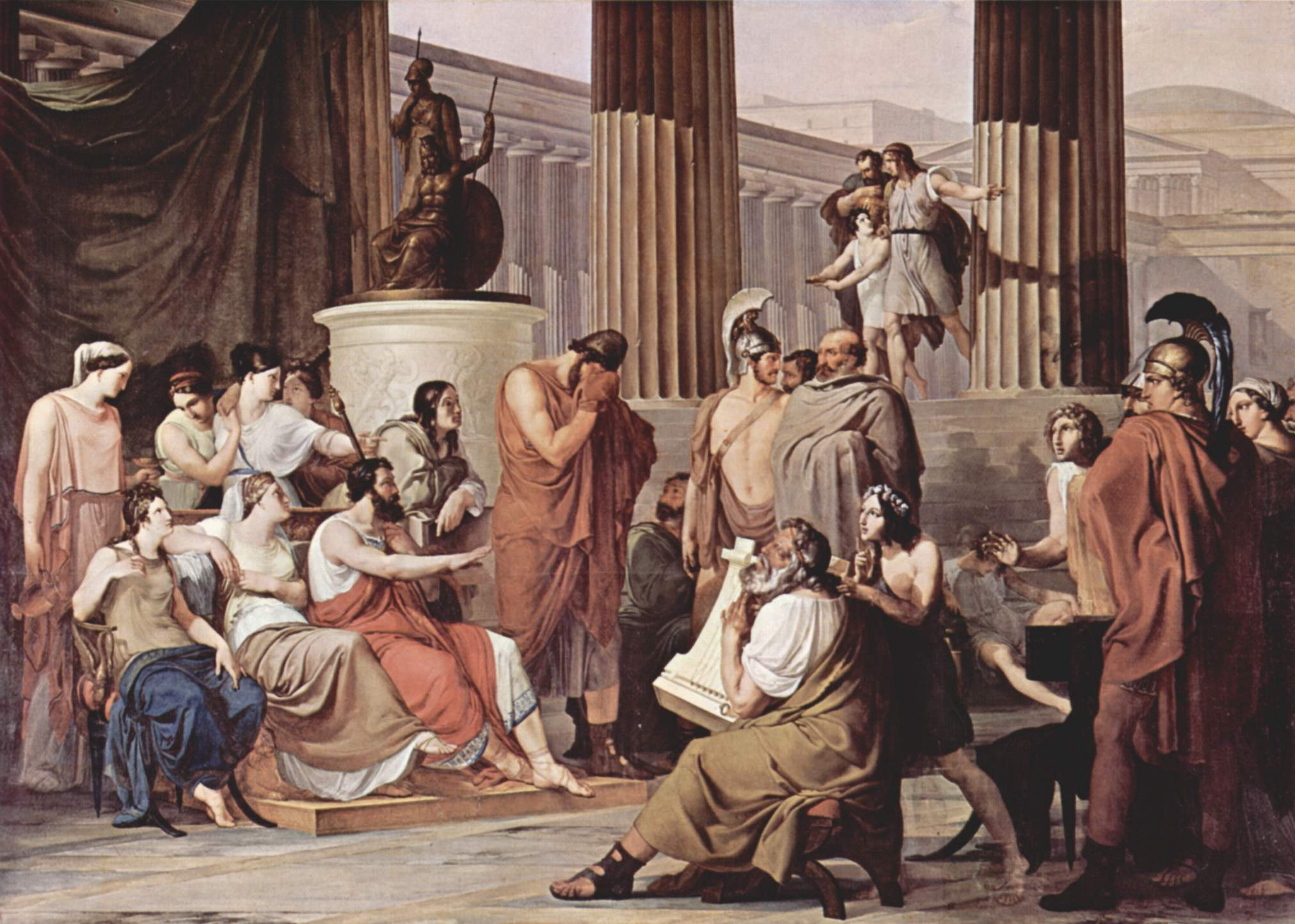
ホメーロス『オデュッセイア』の一場面、アオイドスの歌を聴き涙するオデュッセウス。フランチェスコ・アイエツ画（1813年 - 1815年）

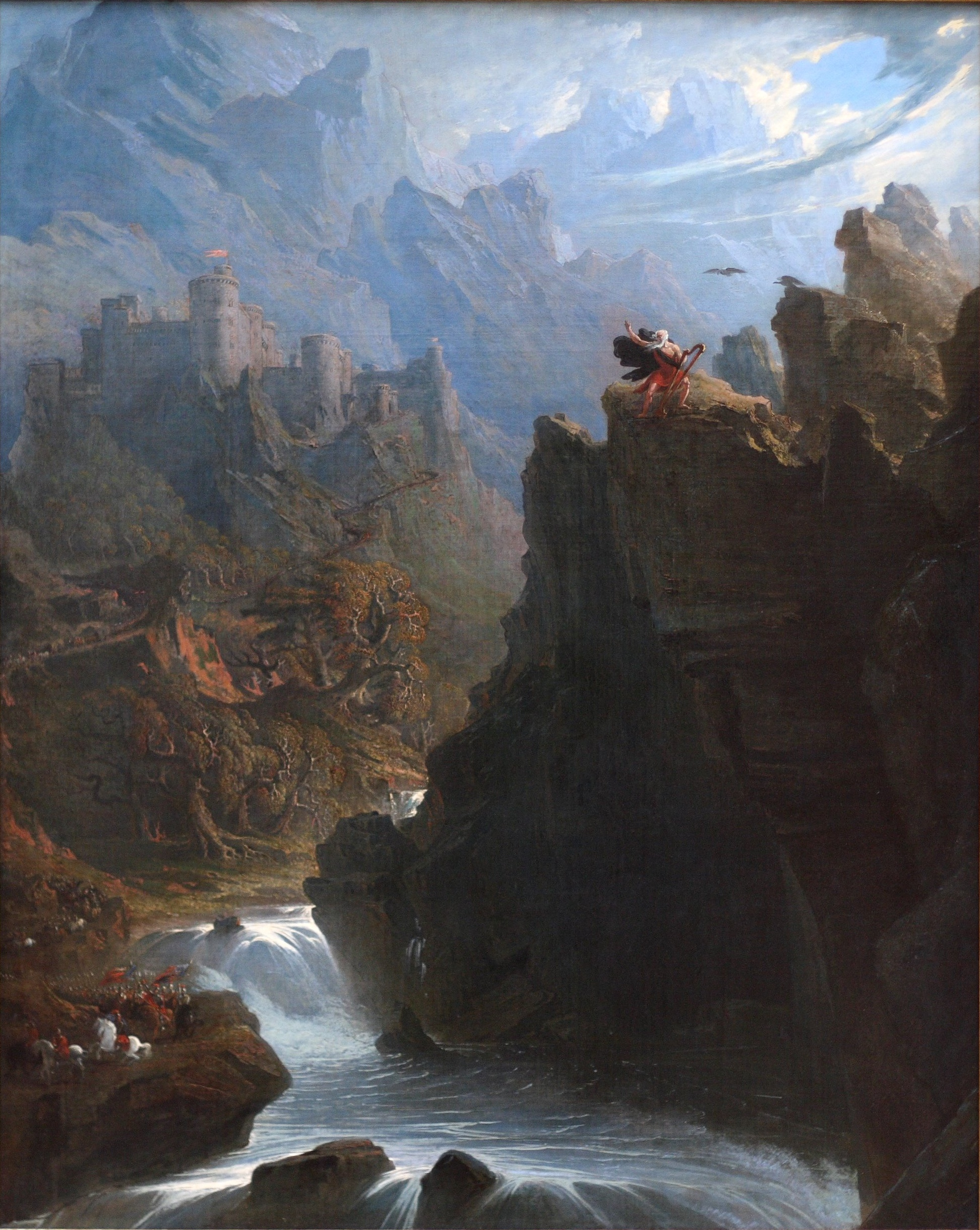
吟遊詩人。ジョン・マーティン作

欧州社会では主に中世の10世紀頃から15世紀頃にかけて現れた人々を指すことが多いが、ホメロスなど古代ギリシア時代の詩人の多くも吟遊詩人（アオイドス）であった。また、ゲルマン叙事詩『ベーオウルフ』の成立に関与したと思われる、スコプと呼ばれたゲルマン系の吟遊詩人たちの存在も知られている。ケルト人社会では、祭司階級であるドルイドの中の専門職として、彼らの神話や歴史、法律などを詩歌の形で記憶し、伝承する役目に特化したバルド（バード）と呼ばれる吟遊詩人がいた。
中世欧州文化における吟遊詩人としてのジョングルールは低層階級の放浪の音楽師として8世紀頃からフランスの記録に現れる。彼らは特に中世の歴史的な事件、あるいはその他の場所での史実についての物語を広め伝えるために歌を歌った。またその中から特定の宮廷に仕える音楽師たちも現れ、彼らをローマ時代からの伝統的な言い回しに由来してミンストレルと呼ぶが、ジョングルールとミンストレルは当時においてもしばしば混同されている。また、北フランスからドイツ各地にかけてゴリアールと呼ばれた、放浪の学僧たちがいたことも知られている。さらに、イタリア北部でラウダを作り歌いながら伝道していた托鉢修道会の修道士たちもまた吟遊詩人といえるであろう。
11世紀頃になると、南フランスの宮廷からトルバドゥールと呼ばれた吟遊詩人たちが現れたが、彼らの出現はイスラム文化圏からの影響とする説がある。トルバドゥールは、主に形式化された宮廷愛、あるいは十字軍を主題とする歌を歌いながら各地の宮廷を遍歴した。彼らは主に城主や騎士といった貴族出身の者が多かった。ジョングルールやミンストレルなどには一般民衆の出自の者も含まれており、トルバドゥールとジョングルールとは地位的に明確に区別されていたようである。イタリア北部やスペイン北部でも彼らの活動が記録されている。この文化は後にアリエノール・ダキテーヌによって北フランスおよびイングランドへ伝播したが、こちらでは彼らはトルヴェールと呼ばれ、詩の内容も変化していった。ドイツ・オーストリア圏では12世紀頃に、フランスの文化に触発されたと思われる、主に騎士たちの中から理念風の愛「ミンネ」を歌うミンネゼンガーが現れた。
13世紀以降、騎士の没落と共にトルバドゥール、トルヴェール、ミンネゼンガーなどの、騎士文化を背景とする吟遊詩人は終わりを告げ、ジョングルールたちもまた、裕福になった市民階級が主催する町の催しで活動するようになり、吟遊詩人という座から次第に姿を消していった。
15世紀までには既に宮廷音楽は多声化を迎え、宮廷楽師や専門の作曲家たちが、専門の詩人たちの詩を元に音楽を作る時代になり、ジョングルールたちの歌う素朴な詩歌は完全に過去のものとなっていった。一方イタリアでは、特にフィレンツェ、ヴェネツィア、ナポリを中心として、16世紀頃までフロットラを歌うカンティンパンカと呼ばれた民衆の吟遊詩人たちがいたことが知られている。また15世紀からはヨーロッパにジプシーが現れ、異邦人として差別されながらも、かつてジョングルールが務めていた物語の伝承や辻音楽師といった姿を今に残している。

### 非ヨーロッパ社会
ヨーロッパ社会のみならず、世界各地に吟遊詩人と呼べる人々や文化は存在する。イスラム文化圏では非常に古くから存在していることが知られるほか、西アフリカのグリオ、ベンガル（バングラデシュ）のバウル、日本史における琵琶法師や瞽女もその類とみなしうる。
古代日本において吟遊詩人に相当する存在は巡遊伶人と呼ばれる。